# بيدروسا ديل بارامو
بلدية بيدروسا ديل بارامو (بالإسبانية: Pedrosa del Páramo)‏, هي إحدى بلديات مقاطعة برغش, التي تقع في منطقة قشتالة وليون, والتي تقع في شمال غرب إسبانيا.
يبلغ عدد سكانها 111 نسمة وفقاً لإحصائية سنة (2002).